# Mercedes-Benz W124
Mercedes-Benz W124 — серия легковых автомобилей бизнес-класса немецкой торговой марки Mercedes-Benz, которая производилась в 1984—1996 годах. Впервые была представлена в 1984 году и предназначалась для замены моделей серии W123. В 1995 году автомобили W124 с кузовом седан уступили своё место в модельном ряду фирмы Mercedes-Benz следующему поколению семейства E-класса W210; автомобили с кузовом универсал (S124) и кузовом купе (C124) оставались на конвейере заводов в Зиндельфингене, Бремене, Раштатте до апреля 1996 года.

## История

### Премьера (1984)
Mercedes-Benz W124
С целью уменьшения риска снижения внимания к новой линейке автомобилей бизнес-класса компания Mercedes-Benz приняла решение не представлять серию W124 на Франкфуртском автосалоне в сентябре 1984 года, куда иные марки также привозили собственную новую или обновлённую продукцию. Вместо этого новая серия автомобилей Mercedes-Benz W124 дебютировала на автосалоне в Севилье (Испания) 5 ноября 1984 года в кузове седан с семью типами двигателей: 200E, 230E, 260E, 300E, 200D, 250D, 300D. Поставки заказов клиентам начались в первые месяцы 1985 года. В рамках данной модели были внедрены самые передовые разработки своего времени. Кузова W124 отличались наиболее совершенной аэродинамикой благодаря пластиковому молдингу для направления воздуха под машину, был снижен расход топлива и уровень шума от встречного воздушного потока. На лобовое стекло устанавливался всего один дворник, механизм которого был спроектирован для охвата максимальной площади стекла. Также стоит упомянуть о подогреве бачка омывателя, зоны дворников на лобовом стекле и патрубков с помощью охлаждающей жидкости. А также электроподогрев сопел распылителей омывающей жидкости. Задние подголовники откидывались одним нажатием клавиши на передней консоли с целью улучшения обзора через заднее стекло. Для моделей с четырёхцилиндровыми двигателями в стандартной комплектации предлагалась четырёхступенчатая механическая коробка передач, для шестицилиндровых — пятиступенчатая. На заказ можно было установить четырёхступенчатую автоматическую КП.
В сентябре 1985 года на франкфуртском автосалоне был представлен вариант с кузовом универсал (внутренний индекс S124). Автомобили поставлялись в пяти и семиместных вариантах. В семиместном варианте кресла складывались таким образом, чтобы багажный отсек имел плоскую поверхность. Обе модели также имели складывающийся второй ряд кресел, который увеличивал багажный отсек до 2 метров.
В марте 1987 года на Женевском автосалоне представлена версия купе (внутренний индекс C124). К особенностям купе относятся сравнительно высокая задняя часть крыши (что позволяло комфортно чувствовать себя задним пассажирам) и широкие молдинги, окрашенные в контрастный основному цвет. В апреле 1987 года стартовал выпуск модели 300 TE 4MATIC. Производство версии 300 TD (Turbodiesel) и её полноприводного варианта 4MATIC началось в августе. Год спустя, в 1988 году, модельный ряд серии пополнился двумя новыми моделями — 200E и 250D Turbo. Двухлитровый инжекторный двигатель на 200E ранее уже устанавливался на аналогичной модели серии W201 для итальянского рынка, а турбодизельный вариант действительно стал новинкой. На Парижском автосалоне 1988 года дебютировала модель 200 TE. В это же время 300 TD Turbodiesel оснастили модифицированным двигателем. Благодаря оптимизации процесса горения было достигнуто сокращение выбросов вредных веществ. В этом же году, с сентября, антиблокировочная система и обогреваемые наружные зеркала переходят в разряд серийного оборудования. Серия также получает такую же, как на S-классе, систему омывания стёкол: подогрев бачка с жидкостью и подогрев сопел разбрызгивателей. Модель 230E стала оснащаться вентилируемые передними тормозными дисками. С ноября того же года высота автомобиля у всех моделей за исключением универсалов и полноприводных версий была уменьшена на 15 мм.
В сентябре 1989 года на Франкфуртском автосалоне к трём имеющимся полноприводным моделям (260E 4Matic и 300E 4Matic, 300D 4Matic) прибавились турбодизельные модели 300D Turbo и 300D Turbo 4Matic. Внешне модель с турбодизелем можно было отличить по ряду узких щелей на переднем правом крыле (для воздухозабора). В этом же году вступила в действие внутрикорпоративная программа «Дизель-89». В рамках этой программы с февраля 1989 года на все дизельные модели всех серий стали устанавливаться значительно доработанные дизельные двигатели с новыми предкамерами и улучшенными ТНВД. Все эти меры позволили снизить дымность выхлопа на 40 % и выпустить на рынок США (где действовали в тот момент самые строгие нормы) двигатели без сажевых фильтров. Мощность и крутящий момент двигателей слегка увеличились. В качестве дополнительного средства для снижения выброса вредных веществ дизельных двигателей с 1990 года стал предлагаться специально разработанный очень эффективный каталитический нейтрализатор (наименования моделей с ним помечались приставкой «KAT»).

### Рестайлинг (1989)
Mercedes-Benz W124 после первого рестайлинга
В октябре 1989 года последовала крупная модернизация всей серии. В первую очередь это коснулось внешнего вида. Все модели получили широкие молдинги (как ранее — купе), в верхнем крае которых появились тонкие декоративные накладки полированной стали. На верхних краях боковых юбок теперь были дополнительно установлены узкие полированные накладки из нержавеющей стали, которые продолжались вдоль верхних частей передних и задних фартуков. Корпуса внешних зеркал стали окрашиваться в цвет кузова, а также бампера стали красить в контрастный цвет. Также появились хромированные накладки на ручках дверей, рамки лобового и заднего стекол и накладки на крышу стали выполнять из анодированного алюминия (фиолетового цвета). Салон был также обновлён: появились новые сиденья, появились горизонтальные деревянные планки на торпедо и дверях.
Все модели, за исключением 4MATIC, получили «Sportline»-пакет в качестве дополнительной опции. Он включал в себя более жёсткую «спортивную» пару амортизатор-пружина, широкую низкопрофильную резину 205/60 R15 на легкосплавных или стальных дисках, более низкую посадку, руль и ручку КПП с кожаной отделкой и более спортивные сиденья спереди и сзади.
Также был представлен новый 3,0-литровый бензиновый двигатель M104 (220 л. с.) с четырьмя клапанами на цилиндр. Ранее он был опробован на родстере SL R129, а теперь предлагался для всех трёх основных типов кузовов в серии W124: 300E-24, 300CE-24 и 300TE-24. Купе с этим двигателем стало флагманской моделью серии и получило в качестве серийного оборудования электрические стеклоподъёмники, отделку руля и рычага КПП кожей, легкосплавные диски, деревянные вставки и панели из корня ореха, а также подсветку дверей при их открытии.
C мая 1990 года модельный ряд кузовов пополнил удлинённый седан (колёсная база увеличена на 800 мм). Удлинённые автомобили предназначались в качестве гостиничных автомобилей или такси. Также на удлинённом шасси выпускались катафалки и машины скорой помощи. На автосалоне были представлены две удлинённых модели — 260E Lang и 250D Lang. Они имели шесть дверей и дополнительный полноразмерный ряд сидений, что позволяло без труда разместить в салоне 8 человек. В июне 1990 года стартовало производство модели 250 TD TURBO.
Основной новинкой 1990 года стала модель 500E, представленная в июне и оснащённая V-образным двигателем с 8 цилиндрами (по четыре клапана на каждый), рабочим объёмом 5,0 л и мощностью 326 лошадиных сил. Оснащённая 4-ступенчатой АКПП, модель развивала скорость 250 км/ч и разгонялась до 100 км/ч за 6,1 с. Е500 оснащался двигателем от модели 500SL серии R129 и имел значительные конструктивные отличия от остальных W124. Для предотвращения проворачивания колёс стандартно устанавливалась система ASR (противобуксовочная система), задняя подвеска получила гидропневматическую регулировку уровня, катализатор был увеличен почти в два раза, а система впрыска KE-Jetronic была заменена на электронную систему LH-Jetronic.
Mercedes-Benz S124 после 1989 года
Модель 500E была разработана в сотрудничестве с фирмой Porsche. Автомобили красились и собирались на заводе Mercedes-Benz в Зиндельфингене (Штутгарт), а затем ходовая часть и тормоза доводилась на заводе Порше в Цуффенхаузене (пригород Штутгарта). Таким образом, автомобиль считался произведённым фирмой Mercedes-Benz, имел всю символику штутгартской компании и «родные» идентификационные номера. Внешне эту модель можно было отличить по расширенным колёсным аркам, широким низкопрофильным шинам 225/55 ZR16 на легкосплавных дисках с восемью отверстиями («ромашка»), встроенным в нижнюю часть переднего бампера дополнительным противотуманным фарам и другим блок фарам (вместо сектора противотуманок посредине появился сектор дальнего света), другим бамперам со спойлерами и иной боковой листве. Серийно на 500Е шли кондиционер, четыре электростеклоподъёмника и обивка сидений в клетку.
В сентябре 1991 года на автосалоне во Франкфурте был представлен пятый тип кузова серии W124 — кабриолет (внутренний индекс A124), модель 300CE-24. Двадцатилетний перерыв в выпуске четырехмёстных кабриолетов был, наконец, преодолён. Автомобили стали доступны к приобретению в 1992 году. В этом же году появилась и новая модель 400E. На ней был установлен 4,2-литровый двигатель V8 от соответствующей модели S-класса 400SE серии Mercedes-Benz W140. Модель эта не дотягивала, конечно, до показателей 500E, однако обладала хорошими характеристиками (279 л. с., 7,2 с до 100 км/ч, 250 км/ч максимальная скорость с ограничителем). Внешне модель никак не отличалась от других, однако, передняя часть была переработана под такой большой двигатель, а часть шасси и тормозной системы перекочевала с R129. Катализатор был позаимствован у модели 500E. Модель предлагалась за значительно меньшую сумму — 85 тысяч марок против 135 тысяч за 500E.
В июне 1992 года был выпущен двухмиллионный автомобиль серии W124, а в сентябре произошла практически полная смена двигателей бензиновых моделей. Двигатели стали иметь по четыре клапана на цилиндр, старые системы инжекторов сменились новыми системами электронного впрыска (PMS/HFM). Новые двигатели отличались повышенной мощностью, максимальный крутящий момент также возрос и сместился к более низким оборотам. Потребление топлива снизилось. Штатная установка каталитического нейтрализатора способствовала уменьшению выброса вредных веществ в атмосферу. Из старых двигателей на этот момент остались только 3,0-литровые M103 на моделях 4MATIC и М104 на модели 300 CE-24 (кабриолет). В этом же году начались официальные продажи W124 в СССР. Первым дилером стала компания Логоваз. Первой официально проданной моделью стал Mercedes-Benz Е230. С июня 1991 года компания прекратила производство модели 200 TD.
С октября 1992 года подушки безопасности, центральный замок и электрически регулируемые левое и правое наружные зеркала стали устанавливаться на автомобили серии в стандартной комплектации. Четырёхцилиндровые модели стали оснащаться механической пятиступенчатой коробкой передач без каких-либо дополнительных затрат.

### Рестайлинг (1993)
Mercedes-Benz W124 после рестайлинга 1993 года
Кабриолет Mercedes-Benz A124 после 1993 года
С конца 1992 года по середину 1993 года были модернизированы и дизельные двигатели. Пяти- и шестицилиндровые двигатели также перешли на четыре клапана на цилиндр, а четырёхцилиндровые и турбированные остались с двумя клапанами на цилиндр. В новых четырёхклапанных моделях воздухозаборники были расположены в виде узких щелей на правом переднем крыле, как ранее и на турбодизелях. Новые двигатели имели больший крутящий момент и мощность, а потребление топлива при полной нагрузке было сокращено на 8 %. Кроме того, на 30 % был снижен уровень выброса вредных веществ. Для дальнейшего снижения уровня выбросов на все дизельные модели в стандартной комплектации стали устанавливать систему рециркуляции выхлопных газов и окислительный каталитический нейтрализатор.
В 1993 году происходит смена обозначений классов, вся серия W124 относится теперь к Е-классу. Так как карбюраторные двигатели и двигатели с моновпрысковой системой сменились двигателями с распределённым впрыском, буква «Е» в конце индекса, обозначавшая отличие моновпрысковых (einspritz - моновпрыск) инжекторных моделей, теперь отменялась. Все модели получали теперь букву «Е» (как признак класса) в начале наименования модели. Далее располагался привычный индекс рабочего объёма двигателя. От буквы «С» (а позже и «Т») обозначения типа кузова также было решено отказаться. Вскоре и у дизельных моделей была отменена буква «D». Дизельные модели получили приставку «DIESEL» и «TURBODIESEL» на правой стороне крышки багажника. Впрочем, от любых надписей на крышке багажника можно было отказаться, выбрав соответствующую бесплатную опцию при заказе автомобиля.
Изменение системы классификации совпало с очередным крупным обновлением внешности серии. Оно было обусловлено общими стилистическими изменениями во всех классах одновременно. Одним из основных отличительных внешних изменений стала новая решётка радиатора, которая теперь была интегрирована в крышку капота, как на S-классе. Также была изменена и фирменная звезда на капоте. Указатели поворотов спереди и сзади стали бесцветными (белыми), лампочка внутри них стала жёлто-оранжевой. Форма передних фар слегка изменилась. Задние фонари остались без изменений. Крышка багажника получила другую форму. Защитные накладки бамперов стали окрашиваться в цвет кузова, а на заднем бампере накладка доходила теперь до колесных арок. Колёса получили легкосплавные диски с новым рисунком и новые колпаки.

### Завершение производства
После последнего рестайлинга серия выпускалась ещё два года и в июне 1995 года стала постепенно заменяться новой серией W210. Производство части моделей было свернуто в 1995 году (седаны), а другая часть — в 1996 (купе и кабриолеты). Универсал S124 продолжал производиться после окончания производства седана и начала выпуска W210. Две модели серии W124, а именно E220 и E250 Diesel с 1995 по 1997 собирались из готовых машинокомплектов CDK на заводе индийской компании TATA в городе Пуне (Pune). В 1996 году сборка серии W124 продолжалась и на заводе Mercedes-Benz в ЮАР. По некоторым сведениям, по специальным заказам небольшое количество кабриолетов было произведено в 1997 году для рынка США. За десять лет выпуска в Бремене было собрано 340 503 единиц автомобилей серии.
После окончания производства корейская компания SsangYong Motor Company по лицензии создала на платформе модели W124 собственную модель Chairman первого поколения, внешне сильно напоминавшую S-класс W140. Более крупный автомобиль имел 2,9-метровую колёсную базу и двигатель объёмом 3,2 литра производства Mercedes-Benz.

### Североамериканское исполнение

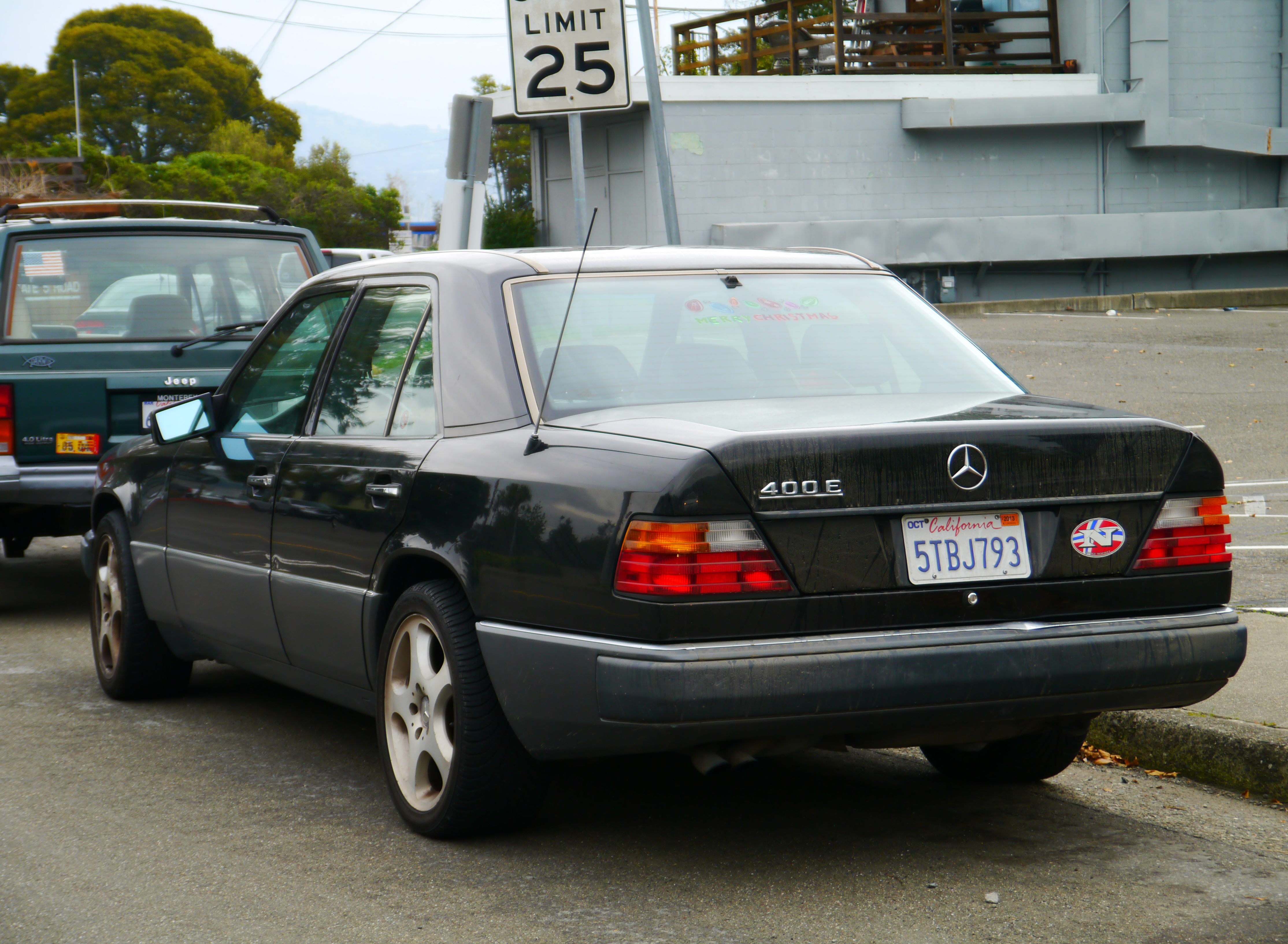
W124 североамериканского исполнения. Примечательна квадратная ниша номерного знака

Маломощные версии машин не поставлялись на североамериканский рынок. Остальные комплектовались только АКПП. Внешне североамериканские модели несколько отличались от европейских:
- Фары имели металлическую окантовку.
- Передние указатели поворота выполняли роль габаритов. На моделях Е-класса рассеиватель был бесцветным, но имел оранжевые боковые части.
- Включение ближнего света при включении зажигания (модели в исполнении для Канады).
- В переднем бампере отсутствует место под номерной знак.
- Изменилась ниша под номерной знак в крышке багажника, она стала удобной для использования квадратных номерных знаков.

## Наименования
До 1993 года принцип именования моделей серии W124 придерживался следующих правил: число — объём двигателя в десятках см3; далее следует обозначение типа кузова: отсутствие буквы — седан, С — купе, Т — универсал; далее обозначение двигателя: отсутствие буквы — карбюраторный двигатель, Е — впрысковый (Einspritz - впрыск топлива) инжекторный двигатель, D — дизельный двигатель, надпись Turbo говорит о наличии турбонаддува; а 4MATIC обозначает полноприводную модификацию (4x4).
После 1993 года: Е — принадлежность к семейству автомобилей Е-класса; цифра — объём двигателя в десятках см3. Например, E200 — автомобиль Е-класса с двигателем объёмом 2,0 л.
Также стоит упомянуть о внутренних кузовных индексах, которыми обозначались кузова разных типов, то есть седан, купе, кабриолет и универсал:
- W124 — седан;
- С124 — купе;
- A124 — кабриолет;
- S124 — универсал.

## Модификации

### 500 E

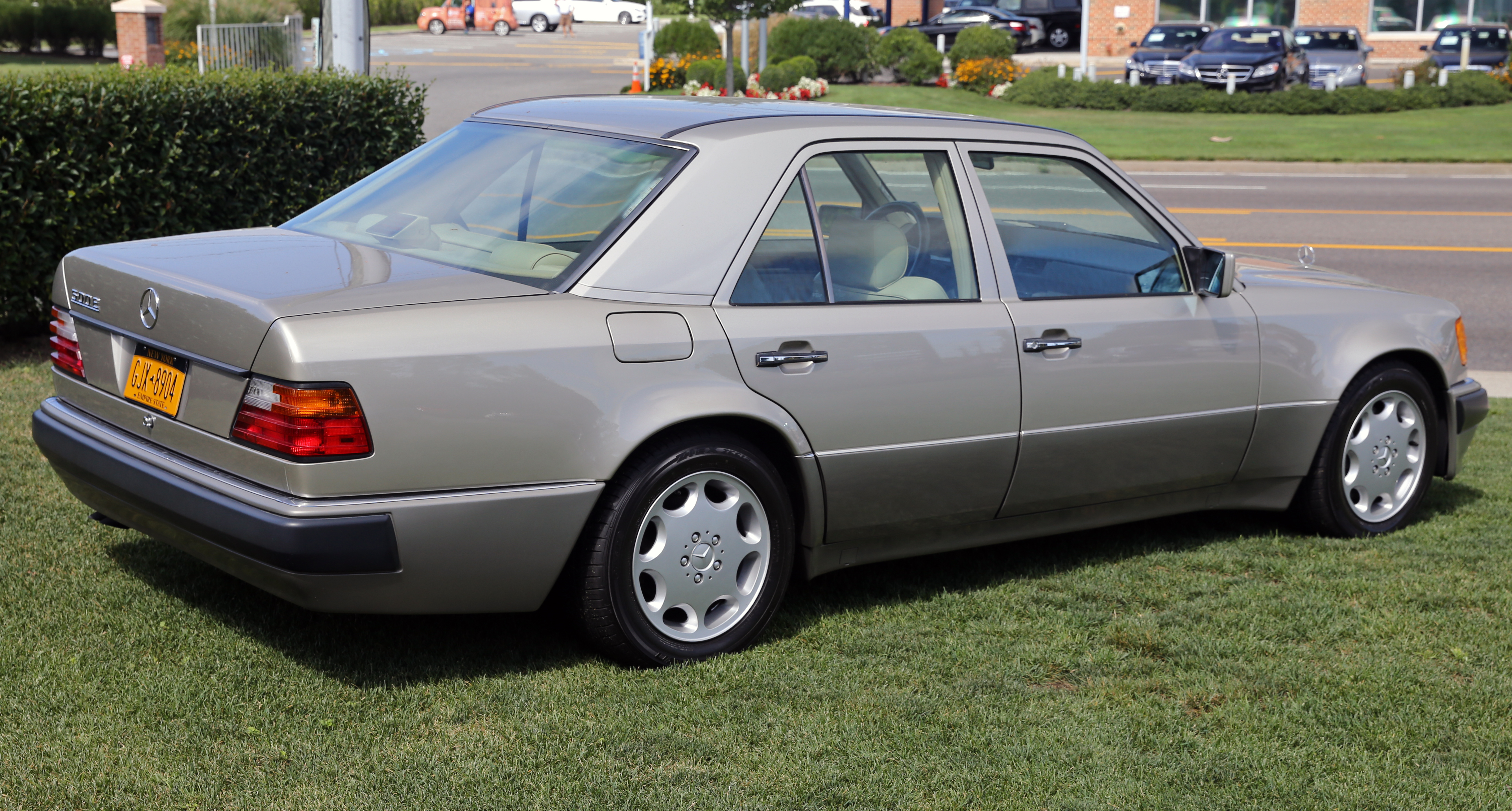
Вид сзади справа на Mercedes-Benz 500 E.

Модель 500 E вышла в 1990 году, оснащённая V-образной «восьмеркой» M119 с четырьмя клапанами на цилиндр, рабочим объёмом 5,0 л и мощностью 326 л. с. Оснащённая 4-ступенчатой АКПП, модель развивала скорость 250 км/ч, и разгонялась до 100 км/ч за 6,1 с. Новая модель базировалась на двигателе от модели 500SL поколения R129 и была значительно доработана. Для предотвращения проворачивания колес стандартно устанавливалась система ASR, задняя подвеска получила гидропневматическую регулировку уровня, катализатор был увеличен почти в два раза, а система впрыска KE-Jetronic была заменена на электронную систему LH-Jetronic.
Модель 500E была разработана инженерами Mercedes-Benz, при участии инженеров Porsche. Постройка кузовов моделей 500E/Е500 производилась на заводе Mercedes-Benz в Зиндельфингене, затем готовые окрашенные кузова отправлялись на завод в Цуффенхаузен для окончательной сборки (установка мотора, КПП, шасси и т. д.), и, наконец, для окончательной предпродажной подготовки автомобили снова отправлялись на завод в Штутгарт. Внешне эту модель можно было отличить по расширенным колёсным аркам, иным бамперам и боковой листве, широким низкопрофильным шинам 225/55 ZR16 на легкосплавных дисках с восемью отверстиями («ромашка»), встроенным в нижнюю часть переднего бампера дополнительным противотуманным фарам и фарам с раздельными лампами ближнего/дальнего света.

### AMG Hammer
Mercedes-Benz AMG Hammer представляет собой седан с установленным в него двигателем V8 объёмом 5,6 л от 560 SEC, мощностью 360 л. с. при 5500 об/мин и с крутящим моментом 510 Н·м при 4000 об/мин. 300 Е 5,6 AMG разгонялся до сотни за 5,4 с и развивал максимальную скорость в 303 км/ч. Кроме того, можно было установить «восьмёрку» M117 объёмом 6,0 л, мощность и крутящий момент которого составляли 385 л. с. при 5500 об/мин и 566 Н·м при 4000 об/мин соответственно. Разгон последнего до сотни занимал 5,0 секунд и набирал максимальную скорость 306 км/ч. Двигатель агрегатировался с 4-ступенчатым автоматом от S-класса и дифференциалом Gleason-Torsen.
В августе 1987 года журнал Road & Track писал о нём: «седан, который едет как Ferrari Testarossa».
На автомобиль была установлена подвеска от AMG с укороченными пружинами и более жёсткими амортизаторами, 17-дюймовые литые диски и шины Pirelli P700 размерностью 215/45VR-17 спереди и 235/45VR-17 сзади. Из-за дополнительных переднего и заднего спойлеров коэффициент аэродинамического сопротивления составлял 0,25 (у стандартного W124  Cx=0,29).

## Продажи
В 1993—94 году в Германии стоимость автомобиля 124-й серии составляла 46 341 DM за модель 200D (75 л. с.) и 49 989 DM за бензиновую E200 (136 л. с.).
| Рынок          | 1985      | 1986    | 1987    | 1988    | 1989    | 1990    | 1991    | 1992    | 1993    | 1994   | 1995    | 1996     |
| -------------- | --------- | ------- | ------- | ------- | ------- | ------- | ------- | ------- | ------- | ------ | ------- | -------- |
| Германия       | 98 462    | 145 568 | 147 493 | 156 293 | 133 245 | 137 855 | 144 960 | 129 399 | 110 277 | 83 760 | 80 757* | 126 133* |
| Великобритания | н/д 190.4 | н/д     | н/д     | 13 041  | 12 678  | 9417    | 9656    | 6947    | н/д     | н/д    | н/д     |          |
| Франция        | н/д       | 9453    | 9852    | 10 713  | 10 834  | 12 321  | 12 123  | 12 183  | 10 202  | 9413   | 4838    | н/д      |
| Нидерланды     | 4896      | 6105    | 5889    | 6360    | 5548    | 5293    | 4472    | 4610    | 2822    | 3225   | 3282*   | 5018*    |
| США            | 23 114    | н/д     | н/д     | н/д     | н/д     | н/д     | н/д     | 23 216  | 26 070  | н/д    | н/д     | н/д      |

Знаком * отмечены продажи вместе с Mercedes-Benz W210
Всего было произведено 2 583 470 автомобилей 124 серии (A124, C124, V124, W124, T124/S124).